# Apolló Kabaré
Az Apolló Kabaré (Apolló Színpad, Apolló Színház) budapesti színházi társulat a 20. század elején.

## Története
1915. december 21-én nyílt meg Budapesten, a Blaha Lujza téren, a mai Corvin Áruház helyén. 1918 és 1923 között Apolló Színpad néven működött kabarészínházként, majd az épületet lebontották. 
Első rendezője és művészeti vezetője Balassa Jenő, igazgatója Roboz Imre volt. 
1919–1922 között Márkus László lett az Apolló Kabaré művészeti vezetője, miután a kommün bukása után évekig nem kapott tehetségéhez méltó feladatot, de a színházra ezt követően újabb hányattatás várt. 1923. második felében az Eskü téri Helikonban talált „elhelyezést”, és november 17-én este meg is nyitotta kapuit, a műsort Faragó Ödön rendezte.
1925-ig itt, a Medgyaszay Színház volt helyiségében működött. Társulatának nevesebb tagjai voltak többek között: Gózon Gyula, Gyárfás Dezső, Kertész Mihály, Lábass Juci, Haraszti Mici, Németh Juliska, Berky Lili, Dajbukát Ilona, Salamon Béla, Boross Géza, Szőke Szakáll, Sajó Géza, Radó Sándor, Rózsahegyi Kálmán, Békeffi László.